# Dimorphocoris
Род Dimorphocoris Reuter, 1890 представља групу стеница  која припада фамилији Miridae.

## Распрострањење
Род је присутан на Палеарктику са 56 врста. Распрострањен је од Медитерана до централне Азије, као и у источној Африци. Унутар Балканског полуострва насељава високопланинске ливаде Динарида, Родопских планина, планине Пинд и песковита приобална станишта неких медитеранска острва.

## Опис
Врсте из рода Dimorphocoris делимо на две групе "gracilis" и "lateralis". Основна карактеристика групе "gracilis"  јесте да су мужјаци дугокрили (макроптерни) а женке краткокриле (брахиптерне), док су код "lateralis" групе јединке оба пола краткокриле (брахиптерне). Карактерише их дисјунктан ареал на високим планинама Европе и Азије. Врсте из обе групе живе у Европи и на Балканском полуострву, више од 40 врста је познато са подручја Европе (већина је присутна у Француској - 19, на Иберијском полуострву 12 у Италији 10, итд.) . На Балканском полуострву живи 9 врста овог рода:

Dimorphocoris beieri Wagner, 1965 
Dimorphocoris debilis debilis (Reuter, 1880)
Dimorphocoris fuscus Joakimov, 1909
Dimorphocoris gracilis (Rambur, 1839)
Dimorphocoris lateralis Reuter, 1901
Dimorphocoris sari Linnavuori, 1992
Dimorphocoris saulii Wagner, 1965
Dimorphocoris schmidti (Fieber, 1858)
Dimorphocoris tristis (Fieber, 1861)
У Србији су забележене 2 врсте D. saulii и  D. beieri, обе на планинским врховима око 1000 метара надморске висине. Карактеристика овог рода је да су готово све врсте окарактерисане као реликти или ендеми, током историје су се повукле на веће висине и задржале у мањим енклавама и опстале. Оно што је специфично за овај род јесте да су многе врсте забележене само у једној земљи и представљају ендем тог поднебља (У Европи је 30 врста забележено само у по једној земљи).

## Синоними
- Homoeocoris Fuente, 1918